# Jaroslav Král (boxer)
Jaroslav Král (* 6. března 1948 Praha) je bývalý československý a český boxer, účastník olympijských her v roce 1972.

## Sportovní kariéra
Vyrůstal v Libčicích nad Vltavou. Začínal s atletikou – s hodem oštěpem. Aktivně začal boxovat v 15 letech při učení v pražském ČKD v klubu Sparta (dříve TJ Spartak ČKD Sokolovo) pod vedením Františka Pazdery. V roce 1967 narukoval na vojnu do Olomouce, kde se v klubu Dukla připravoval pod vedením Horymíra Netuky a Alexandra Bögiho. Po skončení vojenské služby se rozhodl v Dukle Olomouc zůstat.
V roce 1972 byl vybrán jako náhradník za nemocného Petra Sommera, pro start na olympijských hrách v Mnichově. V Mnichově prohrál v úvodním kole s Polákem Januszem Gortatem na technické body.

### Olympijské hry
| Olympijské hry               | Olympijské hry               | Olympijské hry               | Olympijské hry               | Olympijské hry               | Olympijské hry               | Olympijské hry               | Olympijské hry               |
| Kolo                         | Výsledek                     | Bilance                      | Soupeř                       | Výsledek                     | Datum                        | Turnaj                       | Místo                        |
| 1972 Olympijské hry do 81 kg | 1972 Olympijské hry do 81 kg | 1972 Olympijské hry do 81 kg | 1972 Olympijské hry do 81 kg | 1972 Olympijské hry do 81 kg | 1972 Olympijské hry do 81 kg | 1972 Olympijské hry do 81 kg | 1972 Olympijské hry do 81 kg |
| ---------------------------- | ---------------------------- | ---------------------------- | ---------------------------- | ---------------------------- | ---------------------------- | ---------------------------- | ---------------------------- |
| 1/32                         | prohra                       | 0-1                          | Janusz Gortat (POL)          | 0:5                          | 1. září 1972                 | Olympijské hry               | Mnichov, Německo             |